# Rajd Piancavallo 2000
21. Rajd Piancavallo (21. Rally Piancavallo) – 21 edycja rajdu samochodowego Rajdu Piancavallo rozgrywanego we Włoszech. Rozgrywany był od 28 do 30 września 2000 roku. Była to czterdziesta czwarta runda Rajdowych Mistrzostw Europy w roku 2000 (rajd miał najwyższy współczynnik - 20) oraz dziewiąta runda Rajdowych Mistrzostw Włoch.

## Klasyfikacja rajdu
| Miejsce                      | Kierowca                     | Pilot                        | Samochód                     | Czas                         | Strata                       |                              |
| Klasyfikacja generalna i ERC | Klasyfikacja generalna i ERC | Klasyfikacja generalna i ERC | Klasyfikacja generalna i ERC | Klasyfikacja generalna i ERC | Klasyfikacja generalna i ERC | Klasyfikacja generalna i ERC |
| ---------------------------- | ---------------------------- | ---------------------------- | ---------------------------- | ---------------------------- | ---------------------------- | ---------------------------- |
| 1.                           | Paolo Andreucci              | Giovanni Bernacchini         | Subaru Impreza S5 WRC '99    | 3:11:40.2                    | 0.0                          |                              |
| 2.                           | Diego Oldrati                | Luigi Pirollo                | Subaru Impreza S5 WRC '99    | 3:16:16.6                    | +4:36.4                      |                              |
| 3.                           | Isolde Holderied             | Uta Baust                    | Toyota Corolla WRC           | 3:21:15.6                    | +9:35.4                      |                              |
| 4.                           | Giovanni Manfrinato          | Claudio Condotta             | Mitsubishi Lancer Evo VI     | 3:25:09.9                    | +13:29.7                     |                              |
| 5.                           | Jader Vagnini                | Rudy Pollet                  | Renault Mégane Maxi          | 3:28:22.3                    | +16:42.1                     |                              |
| 6.                           | Gianluca Vita                | Flavio Guglielmini           | Renault Mégane Maxi          | 3:29:11.5                    | +17:31.3                     |                              |
| 7.                           | Francesco Laganà             | Alessandra Guglielmi         | Mitsubishi Carisma GT Evo VI | 3:29:39.4                    | +17:59.2                     |                              |
| 8.                           | Stefano Marrini              | Michela Graziato             | Mitsubishi Lancer Evo V      | 3:34:23.1                    | +22:42.9                     |                              |
| 9.                           | Carlo Fornasiero             | Angela Forina                | Peugeot 306 Rallye           | 3:35:05.0                    | +23:24.8                     |                              |
| 10.                          | Gianfranco Tibaldo           | Alessandro Rossi             | Peugeot 306 Rallye           | 3:37:03.4                    | +25:23.2                     |                              |
| 11.                          | Alberto Turolo               | Alberto Mlakar               | Mitsubishi Lancer Evo VI     | 3:37:17.9                    | +25:37.7                     |                              |
| Mistrzostwa Włoch            |                              |                              |                              |                              |                              |                              |
| 1.                           | Paolo Andreucci              | Giovanni Bernacchini         | Subaru Impreza S5 WRC '99    | 3:11:40.2                    | 0.0                          |                              |
| 2.                           | Diego Oldrati                | Luigi Pirollo                | Subaru Impreza S5 WRC '99    | 3:16:16.6                    | +4:36.4                      |                              |
| 3.                           | Giovanni Manfrinato          | Claudio Condotta             | Mitsubishi Lancer Evo VI     | 3:25:09.9                    | +13:29.7                     |                              |
| 4.                           | Jader Vagnini                | Rudy Pollet                  | Renault Mégane Maxi          | 3:28:22.3                    | +16:42.1                     |                              |
| 5.                           | Gianluca Vita                | Flavio Guglielmini           | Renault Mégane Maxi          | 3:29:11.5                    | +17:31.3                     |                              |
| 6.                           | Francesco Laganà             | Alessandra Guglielmi         | Mitsubishi Carisma GT Evo VI | 3:29:39.4                    | +17:59.2                     |                              |
| 7.                           | Stefano Marrini              | Michela Graziato             | Mitsubishi Lancer Evo V      | 3:34:23.1                    | +22:42.9                     |                              |
| 8.                           | Carlo Fornasiero             | Angela Forina                | Peugeot 306 Rallye           | 3:35:05.0                    | +23:24.8                     |                              |
| 9.                           | Gianfranco Tibaldo           | Alessandro Rossi             | Peugeot 306 Rallye           | 3:37:03.4                    | +25:23.2                     |                              |
| 10.                          | Alberto Turolo               | Alberto Mlakar               | Mitsubishi Lancer Evo VI     | 3:37:17.9                    | +25:37.7                     |                              |